# Élections législatives lituaniennes de 2000
Les Élections législatives lituaniennes de 2000 ont lieu le 8 octobre 2000 afin d'élire 141 membres du Seimas.

## Mode de scrutin
Le Seimas est un parlement unicaméral doté de 141 sièges pourvus pour quatre ans selon un mode de scrutin parallèle. Sont ainsi à pourvoir 71 sièges grâce au scrutin uninominal majoritaire à un tour dans autant de circonscriptions électorales (le gouvernement a fait adopter une révision du mode de scrutin, abandonnant le scrutin à deux tours au cours de la législature). À ces sièges majoritaires se rajoutent 70 sièges pourvus au scrutin proportionnel plurinominal avec listes ouvertes, vote préférentiel et seuil électoral de 5 % dans une unique circonscription nationale. 

## Résultats
|                                      |                                                                      |                                                                      |                 |                 |                 |                 |                  |                  |                  |                  |               |               |  |  |  |  |
| Parti                                | Parti                                                                | Parti                                                                | Proportionnelle | Proportionnelle | Proportionnelle | Proportionnelle | Circonscriptions | Circonscriptions | Circonscriptions | Circonscriptions | Total Sièges  | +/-           |  |  |  |  |
| Parti                                | Parti                                                                | Parti                                                                | Votes           | %               | +/-             | S.              | Votes            | %                | S.               | +/-              | Total Sièges  | +/-           |  |  |  |  |
|                                      |                                                                      | Parti démocratique du travail lituanien (LDDP)                       | 457 294         | 31,08           | 8,56            | 12              | 156 354          | 10,66            | 14               | 12               | 26            | 14            |  |  |  |  |
|                                      | Parti social-démocrate lituanien (LSDP)                              | 12                                                                   | 457 294         | 31,08           | 8,56            | 120 672         | 8,23             | 7                | 2                | 19               | 7             |               |  |  |  |  |
|                                      | Union russe de Lituanie (LRS)                                        | 3                                                                    | 457 294         | 31,08           | 8,56            | 4 446           | 0,30             | 0                | en stagnation    | 3                | 3             |               |  |  |  |  |
|                                      | Parti de la nouvelle démocratie (NDP)                                | 1                                                                    | 457 294         | 31,08           | 8,56            | 12 454          | 0,85             | 2                | 1                | 3                | 2             |               |  |  |  |  |
| Total Coalition sociale-démocrate    | Total Coalition sociale-démocrate                                    | 28                                                                   | 457 294         | 31,08           | 8,56            | 293 926         | 20,04            | 23               | 15               | 51               | 26            |               |  |  |  |  |
|                                      | Nouvelle Union (Sociaux-libéraux) (NS (SL))                          | Nouvelle Union (Sociaux-libéraux) (NS (SL))                          | 288 895         | 19,64           | Nv.             | 18              | 225 878          | 15,41            | 11               | 11               | 28            | 28            |  |  |  |  |
|                                      | Union libérale de Lituanie (LLS)                                     | Union libérale de Lituanie (LLS)                                     | 253 823         | 17,25           | 15,32           | 16              | 229 438          | 15,65            | 18               | 17               | 33            | 32            |  |  |  |  |
|                                      | Union de la patrie - Conservateurs lituaniens (TS-LK)                | Union de la patrie - Conservateurs lituaniens (TS-LK)                | 126 850         | 8,62            | 22,72           | 8               | 104 631          | 7,14             | 1                | 36               | 8             | 62            |  |  |  |  |
|                                      | Union chrétienne-démocrate (LKDS)                                    | Union chrétienne-démocrate (LKDS)                                    | 61 583          | 4,19            | 0,95            | 0               | 33 221           | 2,27             | 1                | en stagnation    | 1             | en stagnation |  |  |  |  |
|                                      | Parti des paysans lituaniens (LVP)                                   | Parti des paysans lituaniens (LVP)                                   | 60 040          | 4,08            | 2,33            | 0               | 96 853           | 6,61             | 4                | 3                | 4             | 3             |  |  |  |  |
|                                      | Parti chrétien-démocrate lituanien (LKDP)                            | Parti chrétien-démocrate lituanien (LKDP)                            | 45 227          | 3,07            | 7,36            | 0               | 69 827           | 4,76             | 2                | 3                | 2             | 14            |  |  |  |  |
|                                      | Union du Centre lituanien (LCS)                                      | Union du Centre lituanien (LCS)                                      | 42 030          | 2,86            | 5,81            | 0               | 89 837           | 6,13             | 2                | 3                | 2             | 12            |  |  |  |  |
|                                      | Union des conservateurs modérés (NKS)                                | Union des conservateurs modérés (NKS)                                | 29 615          | 2,01            | Nv.             | 0               | 42 116           | 2,87             | 1                | 1                | 1             | 1             |  |  |  |  |
|                                      | Action électorale polonaise de Lituanie (LLRA)                       | Action électorale polonaise de Lituanie (LLRA)                       | 28 641          | 1,95            | 1,18            | 0               | 40 376           | 2,75             | 2                | 1                | 2             | 1             |  |  |  |  |
|                                      | Union populaire lituanienne                                          | Union populaire lituanienne                                          | 21 583          | 1,47            | Nv.             | 0               | 5 323            | 0,36             | 0                | en stagnation    | 0             | en stagnation |  |  |  |  |
|                                      | Union lituanienne de la liberté (LLS)                                | Union lituanienne de la liberté (LLS)                                | 18 622          | 1,27            | 0,30            | 0               | 23 202           | 1,58             | 1                | 1                | 1             | 1             |  |  |  |  |
|                                      | Jeune Lituanie (JL)                                                  | Jeune Lituanie (JL)                                                  | 16 941          | 1,15            | 2,86            | 0               | 16 729           | 1,14             | 1                | en stagnation    | 1             | en stagnation |  |  |  |  |
|                                      |                                                                      | Union nationaliste lituanienne (LTS)                                 | 12 884          | 0,88            | N/A             | 0               | 5 567            | 0,38             | 0                | 1                | 0             | 1             |  |  |  |  |
|                                      | Ligue lituanienne de la liberté (LLL)                                | 0                                                                    | 12 884          | 0,88            | N/A             | 4 685           | 0,32             | 0                | en stagnation    | 0                | en stagnation |               |  |  |  |  |
| Total Union nationaliste lituanienne | Total Union nationaliste lituanienne                                 | 0                                                                    | 12 884          | 0,88            | N/A             | 10 252          | 0,70             | 0                | 1                | 0                | 1             |               |  |  |  |  |
|                                      | Social-démocratie 2000                                               | Social-démocratie 2000                                               | 7 219           | 0,49            | Nv.             | 0               | 32 336           | 2,21             | 0                | en stagnation    | 0             | en stagnation |  |  |  |  |
|                                      | Union chrétienne-démocrate moderne (MKD)                             | Union chrétienne-démocrate moderne (MKD)                             |                 |                 |                 |                 | 17 929           | 1,22             | 1                | 1                | 3             | Nv.           |  |  |  |  |
|                                      | Union lituanienne des prisonniers politiques et des déportés (LPKTS) | Union lituanienne des prisonniers politiques et des déportés (LPKTS) |                 |                 |                 |                 | 8 495            | 0,58             | 0                | 1                | 1             | en stagnation |  |  |  |  |
|                                      | Parti populaire pour la patrie                                       | Parti populaire pour la patrie                                       |                 |                 |                 |                 | 7 038            | 0,48             | 0                | en stagnation    | 0             | Nv.           |  |  |  |  |
|                                      | Parti national démocratique de Lituanie (LNDP)                       | Parti national démocratique de Lituanie (LNDP)                       |                 |                 |                 |                 | 5 082            | 0,35             | 0                | en stagnation    | 0             | Nv.           |  |  |  |  |
|                                      | Parti démocrate lituanien (LDP)                                      | Parti démocrate lituanien (LDP)                                      |                 |                 |                 |                 | 3 323            | 0,23             | 0                | 2                | 0             | 2             |  |  |  |  |
|                                      | Parti socialiste de Lituanie (LSP)                                   | Parti socialiste de Lituanie (LSP)                                   |                 |                 |                 |                 | 1 701            | 0,12             | 0                | en stagnation    | 0             | en stagnation |  |  |  |  |
|                                      | Parti républicain                                                    | Parti républicain                                                    |                 |                 |                 |                 | 1 380            | 0,09             | 0                | en stagnation    | 0             | en stagnation |  |  |  |  |
|                                      | Parti lituanien de la justice                                        | Parti lituanien de la justice                                        |                 |                 |                 |                 | 515              | 0,04             | 0                | en stagnation    | 0             | Nv.           |  |  |  |  |
|                                      | Indépendants                                                         | Indépendants                                                         |                 |                 |                 |                 | 106 806          | 7,28             | 3                | 1                | 3             | 1             |  |  |  |  |
|                                      |                                                                      |                                                                      |                 |                 |                 |                 |                  |                  |                  |                  |               |               |  |  |  |  |
| Suffrages exprimés                   | Suffrages exprimés                                                   | Suffrages exprimés                                                   | 1 471 247       | 95,55           |                 |                 | 1 466 214        | 95,28            |                  |                  |               |               |  |  |  |  |
| Votes nuls                           | Votes nuls                                                           | Votes nuls                                                           | 68 496          | 4,45            | 72 585          | 4,72            |                  |                  |                  |                  |               |               |  |  |  |  |
| Total                                | Total                                                                | Total                                                                | 1 539 743       | 100             | -               | 70              | 1 538 799        | 100              | 71               | -                | 141           | en stagnation |  |  |  |  |
| Abstention                           | Abstention                                                           | Abstention                                                           | 1 086 578       | 41,37           |                 |                 | 1 087 522        | 41,41            |                  |                  |               |               |  |  |  |  |
| Inscrits/Participation               | Inscrits/Participation                                               | Inscrits/Participation                                               | 2 626 321       | 58,63           | 2 626 321       | 58,59           |                  |                  |                  |                  |               |               |  |  |  |  |